# Solzice
Za istoimensko rastlino glej šmarnica (roža).
Solzice so zbirka enajstih črtic slovenskega pisatelja Lovra Kuharja – Prežihovega Voranca. 
Zbirka je izšla leta 1949, posvetil pa jo je svoji materi. Izid knjige je pisatelj dočakal v bolnišnici in kmalu zatem umrl. Uvod k zbirki je napisal Oton Župančič. Solzice so zadnje objavljeno pisateljevo delo. Vse črtice razen dveh (Višja matematika in Nagrada) govorita o pisateljevem otroštvu in njegovih doživljajih ter občutjih – izražanje čustev je ena glavnih značilnosti črtic.

## Vsebina zbirke

### Solzice
Prva črtica pripoveduje o Prežihovem Vorancu, ki je moral zjutraj navsezgodaj pasti živino v globeli, imenovani Pekel. To mu ni bilo težko, a se je bal iti v Pekel, saj je bilo tam zelo grozljivo. Ko je prišel tja, se je močno ustrašil in objokan stekel domov, oče in mati pa ga nista več pustila v Pekel. Nekega dne si je mati zelo želela solzic, ki pa so rasle le še tam. Voranc je šel v globel in materi prinesel šop solzic ter s tem premagal strah.

### Tri pisanke
Zgodba pripoveduje o veliki noči. Prežihov Voranc je na poti srečal deklico in dečka, odločili so se odpreti vse tri pisanke. To Vorancu ni bilo najbolj všeč in sram ga je bilo, saj je imel sam najmanjšo. Deklico je prosil, naj mu da denar iz svoje pisanke, ker je bila deklica tako ali tako namenjena k njim. Ko je bil sam, je denar dal v svojo pisanko in počutil se je bolje, ker lahko siroti da več denarja, kot sta bila dva zeksa, in s tem izgleda manj reven.

### Nagrada
Lenčkin in Anejev oče je bil drvar. Skupaj so stanovali v hiši, ki je bila v lasti drugega gospodarja. Slednji je Lenčkinemu in Anejevemu očetu naročil, naj poseka gozd. Vsi trije so se tako nemudoma lotili dela in tako sta z mukami očetu pomagala tudi Lenčka in Anej. Ko je prišel gospodar, je bilo nekaj dela že opravljenega in tako je Lenčki in Aneju obljubil veliko nagrado, če bosta pridno delala. Tako sta začela Lenčka in Anej tekmovati, kdo bo več naredil. Delo je bilo zato hitro opravljeno, a gospodar je dal očetu premalo denarja. Ko je že odhajal, ga je oče spomnil, da je tudi Lenčki in Aneju dolžan nagrado. A gospodar je to preslišal in tako sta Lenčka in Anej ostala brez plačila.

### Prvi maj
Prežihov Voranc je vsako jutro ob zori (pred šolskim poukom) zgodaj vstal ter odšel past ovce. Nekega dne, ko se je sprehajal po gozdni poti, je zaslišal ljudi. Skril se je za grm, kjer je spremljal dogajanje. Ljudje so se mu začeli približevati in bolj kot so se bližali, bolj ga je bilo strah. Opazil je, da ljudje nosijo v gumbnicah rdeče nageljne. A ljudje so kmalu opazili, da se skriva. Ves v zadregi je prišel iz grmičevja. Vedel je, da so to bogati ljudje, on sam pa je bil zelo reven. Med njimi je bila lepa deklica, ki je nosila rdeč nagelj. Ker je bil ravno takrat prvi maj, je Vorancu poklonila cvet. Voranc tega ni nikoli pozabil in ni se več sramoval bogatih ljudi. Zato jih je bolj spoštoval.

### Višja matematika
Pripoved govori o Korejevem očetu, ki je meril drva. Njegov gospodar pa ga je vedno priganjal, naj napiše več, kot bo stranka kupila, in takrat bo dobil tudi višjo plačo. Napisal pa je še enkrat toliko, kot mu je rekel gospodar. In tako je prejemal zelo visoko plačo. Nekega večera, ko pa sta se Korejeva oče in mati pogovarjala, je Korej prisluhnil pogovoru. Takrat je Korej spoznal, kaj pomeni višja matematika.

### Dobro jutro
Zgodba pripoveduje o Prežihovem Vorancu, ki ni vedel, kako bi pozdravil gospoda, ki je šel mimo njega. V šoli so se učili pozdravljati po nemško, oče pa mu je pravil, da mora pozdravljati po slovensko. Voranc zato ni vedel, kaj naj naredi, saj mu ni bilo jasno, ali je gospod Slovenec ali tujec. Pozdravil ga je po nemško, gospod pa mu je odzdravil po slovensko. Voranc od takrat naprej ni nikoli več pozdravil po nemško in rekel je, da ne bo nikoli več izdal svojega rodu. Od zdaj naprej bo poslušal očeta.

### Potolčeni kramoh
Govori o dečku z imenom Cencelj, ki je bil posvojenec bogatega kmeta. Ker se niso klicali po pravih imenih, so mu sošolci dali vzdevek Potolčeni kramoh. Kadar ga je zaslišal, je bil ves besen in začel jih je tepsti. Imel je majhne noge, zato ga je v teku vsak premagal. Nekega dne je med igro lovil Voranca in ta je skočil čez potok. Ko je nerodni Cencelj hotel skočiti čez potok, ga je Voranc zbadal z vzdevkom in se mu posmehoval. Cencelj je bil užaljen in prizadet, da je Voranc tak kot vsi ostali. Prežih mu je takrat prisegel, da mu ne bo nikoli več rekel Potolčeni kramoh. Obljubil mu je, da če ga bo še kdo tako poklical, ga bo pretepel, in postala sta prava prijatelja.

### Bolečina
Ta zgodba govori o Vorancu, ki si je zelo želel, da bi nekoč zgorela šola. Ko je pasel ovce, je videl, da se je blizu šole vnel požar in je zgorela cerkev, gostilna in še nekaj javnih zgradb. Voranc si je tedaj še bolj želel, da bi plameni zajeli tudi šolo. Vendar tega ni dočakal. Bil je neizmerno žalosten, kajti šola ni in ni hotela zgoreti. Ko je popasel čredo, se je ves žalosten odpravil proti domu. Domov se je vrnil ves objokan. Mama ga je vprašala, kaj je narobe z njim, in ko je izvedela, je bila razočarana nad njim.

### Levi devžej
Ta črtica govori o Prežihovi materi in sosedovih otrocih. Sosedovi otroci so bili zelo revni. Večkrat so prišli na obisk in Vorančeva mati jim je pogosto poklonila nekaj hrane. Vsakemu je dala velik kos belega kruha. Včasih je dala največjemu dečku kos kruha tudi za mačeho. Poleg tega jim je v žepe natresla tudi suho sadje, zato so otroci k njej nosili oblačila z zelo velikimi žepi. In tako je bilo iz dneva v dan, zato so bili Prežihovi otroci že rahlo v skrbeh, saj so začeli sumiti, da ima njihova mati rajši sosedove otroke kot njih. A to ni bilo res. Prežihova mati je imela svoje otroke ravno tako rada, a je hotela biti dobra soseda, zato je pomagala tudi njim.

### Prvo pismo
Pripoved govori o mladem Vorancu, ki je moral napisati pismo svojemu bratu. Mati je želela, da pismo napiše prav on, saj je znal edini pisati. Pripravila mu je papir in črnilo, narekovala mu je besedilo, on pa je pisal. Ko je že skoraj končal, je po nesreči naredil veliko packo. Doma so imeli le ta papir, zato je bila mati zelo razočarana. Voranc je hitro stekel po pivnik, a packe ni mogel izbrisati. Začel je pisati naslov. Ko ga je že skorajda končal, je bilo treba napisati še kraj, kamor bo pismo poslano. A tukaj je nastal problem, saj ni vedel, ali naj napiše po nemško Klagenfurt (kot je svetovala mati) ali po slovensko Celovec, kar je zagovarjal oče. Napisal je tako, kot je zahteval oče: Celovec. Ko je pismo končal, ga je skrbno oddal v nabiralnik. Nikoli niso izvedeli, ali je pismo prispelo.

### Ajdovo strnišče
To poglavje govori o Vorančevi babici, ki je žela ajdo. Voranc je opazoval svojo babico, kako težko žanje, zato ji je rekel, naj gre počivat, saj je že v letih in je čas, da se spočije. A babica ga ni poslušala in je delala naprej. Rekla mu je, da si želi še zadnjič žeti ajdo. Voranc jo je pustil dalje žeti. Babica je čez nekaj tednov umrla.